# Psaliodes subocellata
Psaliodes subocellata là một loài bướm đêm trong họ Geometridae.